# 청도요
청도요(Gallinago solitaria)는 도요과의 한 종으로, 섭금류 새이며 보통 이란 동북부에서 일본과 한국까지의 구북구에서 서식한다.

## 특징
크고 무거운 편에 속하는 도요새로, 몸 길이는 29~31 cm이고 땅딸막한 몸과 짧은 다리를 가진다. 상체, 머리, 목에는 갈색 줄무늬들이 있으며 깃털 가장자리 부분은 약간 흰색으로 그 흰색이 모여 등에서 여러 줄을 이룬다. 얼굴 또한 약간 흰색이다. 가슴은 연한 적갈색이고 배는 흰색인데 옆구리 부분에 갈색 줄무늬가 있다. 부리는 갈색과 검은색이고 길고 가는 편으로 곧게 뻗어 있다. 다리와 발은 황록색에서 황갈색이다. 암수 모두 깃털 모습은 비슷하지만 평균적으로 암컷이 더 큰 편이다.

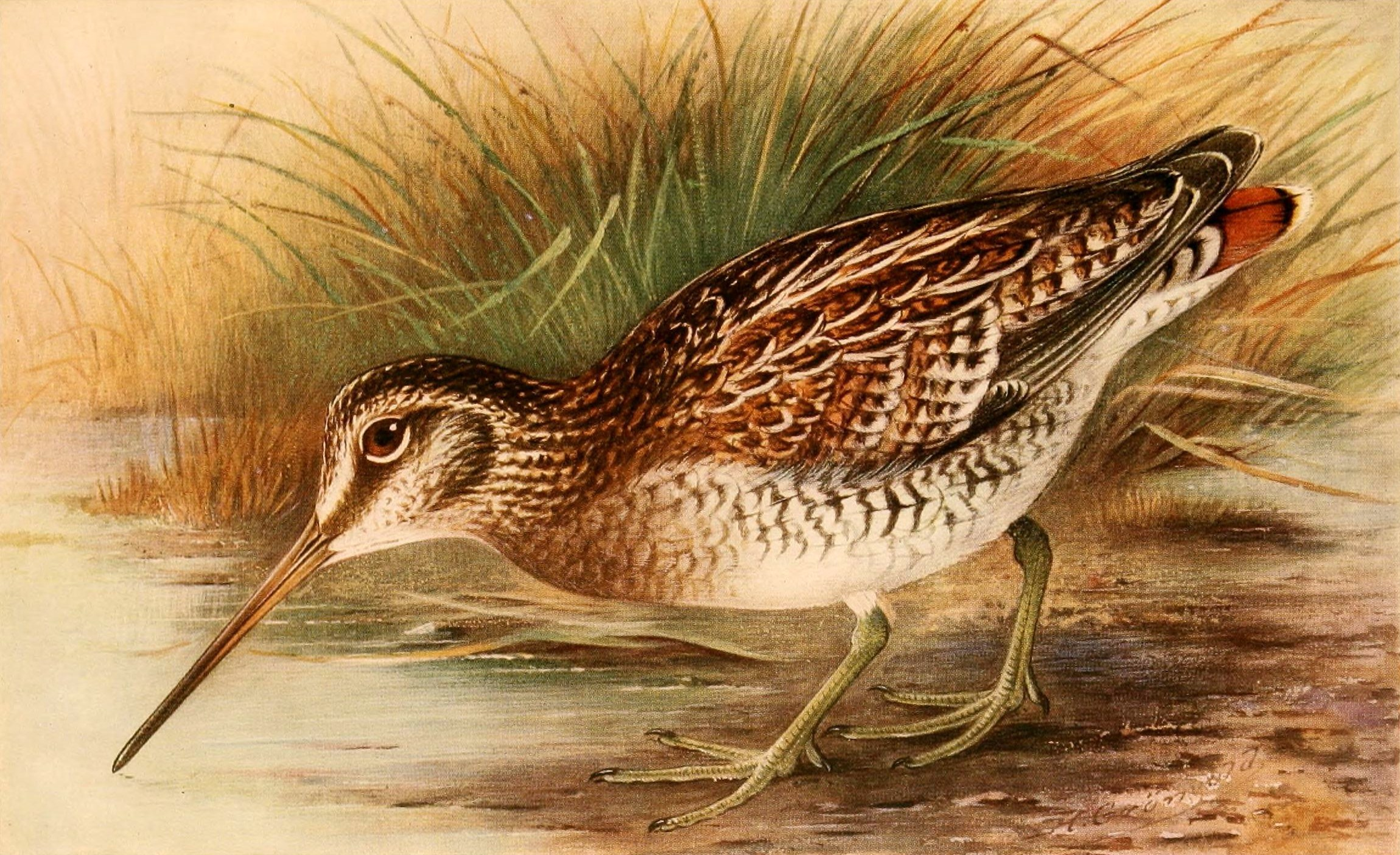
청도요의 그림

두 가지의 비슷한 모습을 한 아종이 있다. 승명아종인 G. s. solitaria는 넓은 지역에 분포한다. 한편, 다른 아종인 G. s. japonica는 더 붉은 색이고 흰색이 덜한 편이다. G. s. japonica의 번식지는 정확히 알려진 바가 없으며, 월동지는 일본이다.
청도요는 상대적으로 느리게 비행한다.

## 분포
청도요는 동아시아, 러시아 동부, 카자흐스탄, 키르기스스탄, 몽골 등지의 산에서 서식한다. 대부분 새들은 높은 산에서 머무르며, 날씨가 궂을 때에는 산 아래로 내려가기도 한다. 일부는 이동성을 띠는데 이란 북동부, 파키스탄, 인도 북부, 방글라데시, 중국 동부, 한국, 일본, 사할린섬 등지에서 월동하기도 한다.

## 행동
청도요는 수목한계선보다 더 위쪽에 있는 산의 습지나 하곡 등에서 주로 서식하며 보통 고도는 2,400~5,000 m 정도이다. 비번식기나 이동기에는 그보다 높이가 낮은 비슷한 환경의 습지, 늪 등에서 서식한다.
청도요는 번식지의 습지에 있는 건조한 지역에 마른 풀을 사용하여 받침 모양의 둥지를 만든다. 둥지는 풀이 무성하게 자란 곳에 숨겨져 있다.
청도요는 자신의 긴 부리를 진흙 깊이 넣어서 먹이를 찾는다. 주로 무척추동물이나 곤충, 벌레, 씨앗, 식물 등을 먹는다.

## 참고 문헌
- Hayman, Marchant and Prater, Shorebirds ISBN 0-395-37903-2